# Adrián Sánchez
Adrián Sánchez González (Ciudad de México México, 9 de julio de 1978) es un exfutbolista mexicano que jugaba de defensa y su último club fue el Lobos de la BUAP de la Liga de Ascenso de México.

## Trayectoria
Debuta con el Puebla Fútbol Club en el Invierno 1996. Es un defensa central que poco a poco se ha ganado regularidad en el equipo de la Franja y se mantiene en el club que lo vio nacer futbolísticamente hasta el Apertura 2005, torneo en el que pasa al Cruz Azul.  
Cuando regresa el Puebla FC a la Primera División en el Apertura 2007, vuelve a La Franja para intentar mantenerlo en el máximo circuito.
Su último club fue Lobos de la BUAP.

### Clubes
| Club                       | País                | Año       | Partidos | Goles | Media |
| -------------------------- | ------------------- | --------- | -------- | ----- | ----- |
| Puebla Fútbol Club         | México              | 1996-2005 | 236      | 9     | 0.04  |
| Cruz Azul                  | México              | 2005-2007 | 23       | 0     | 0     |
| Cruz Azul Hidalgo (Cárnet) | México              | 2007      | 6        | 2     | 0.33  |
| Puebla Fútbol Club         | México              | 2007-2009 | 25       | 1     | 0.04  |
| Lobos de la BUAP           | México              | 2009-2013 | 102      | 4     | 0.04  |
| Total en su carrera        | Total en su carrera | 1996-2013 | 392      | 16    | 0.04  |

## Selección nacional
Ha participado en Selecciones Menores y la Mayor.

### Categorías menores
Sub-17
| Mundial                               | Sede   | Resultado    |
| ------------------------------------- | ------ | ------------ |
| Copa Mundial de Fútbol Sub-17 de 1997 | Egipto | Primera fase |

Sub-20
| Mundial                                | Sede    | Resultado        |
| -------------------------------------- | ------- | ---------------- |
| Copa Mundial de Fútbol Juvenil de 1999 | Nigeria | Cuartos de final |

### Absoluta
Participaciones en Copa de Oro
| Copa                            | Sede           | Resultado        |
| ------------------------------- | -------------- | ---------------- |
| Copa de Oro de la Concacaf 2000 | Estados Unidos | Cuartos de final |

Partidos internacionales
| # | Fecha                 | Rival     | Sede        | Estadio                       | Resultado | Competición                     |
| - | --------------------- | --------- | ----------- | ----------------------------- | --------- | ------------------------------- |
| 1 | 17 de febrero de 2000 | Guatemala | Los Ángeles | Los Angeles Memorial Coliseum | 1 - 1     | Copa de Oro de la Concacaf 2000 |